# Карлос Бенавідес
Ка́рлос Науе́ль Бенаві́дес Протесо́ні (ісп. Carlos Nahuel Benavídez Protesoni, нар. 30 березня 1998, Монтевідео, Уругвай) — уругвайський футболіст, опорний півзахисник іспанського клубу «Депортіво Алавес».

## Ігрова кар'єра

### Клубна
Карлос Бенавідес народився у Монтевідео і є вихованцем футбольної академії столичного клубу «Дефенсор Спортінг». 11 квітня 2016 року футболіст дебютував на професійному рівні у матчі чемпіонату Уругваю. Вже влітку 2018 року футболіст перейшов до аргентинського клубу «Індепендьєнте» з Буенос-Айреса.
В Аргентині Бенавідес провів чотири сезони і в літнє трансферне вікно 2022 року перебрався до Європи, де підписав контракт на два роки з клубом іспанської Сегунди «Депортіво Алавес». У першому ж сезоні через перехідний плей-офф «Алавес» вийшов до Прімери. І 14 серпня 2023 року у матчі проти «Кадіса» Бенавідес дебютував у вищому іспанському дивізіоні.

### Збірна
У 2017 році у складі молодіжної збірної Уругваю Карлос Бенавідес виграв молодіжний чемпіонат Південної Америки.
Також в тому році футболіст брав участь у молодіжному чемпіонаті світу у Південній Кореї.

## Титули
Уругвай (U-20)
 Переможець молодіжного чемпіонату Південної Америки: 2017